# Elvira Menéndez
Elvira Menéndez (Galícia, ca. 885-Zamora, 921) va ser noble gallega que va ser reina consort de Galícia (910-914) i de Lleó (914-924) pel seu matrimoni amb Ordoni II.

## Orígens
Era nascuda a Galícia i originària d'una important família de la zona, amb importants possessions territorials. Va ser filla del magnat i noble gallec Hermenegild Gutiérrez, conquistador de la ciutat de Coïmbra, i d'Ermessenda Gatónez, filla del comte Gató del Bierzo, els quals estaven emparentats amb sant Rossend de Celanova.

## Matrimoni
Els Gutiérrez tenien bones relacions amb la corona des d'època d'Alfons III d'Astúries, quan Hermenegild va ser nomenat majordom o cap de palau, raó per la qual es degué acordar el matrimoni d'Elvira amb l'encara infant Ordoni, futur rei Ordoni II de Lleó, que primer va ser rei privatiu de Galícia. El casament es va celebrar a finals de segle IX o començaments de segle x, una unió que encara va augmentar més el prestigi, el poder i la influència de la família d'Hermenegild a la cort, així com en l'àmbit galaicoportuguès.

### Descendència
Quant a la seva descendència, el matrimoni d'Elvira i Ordoni va tenir els següents fills:
- Sanç Ordoni, rei privatiu de Galícia (926-929)
- Alfons IV, rei de Lleó (925-931)
- Ramir II, rei de Lleó (931-951)
- Garcia, probablement mort prematurament
- Ximena, monja de Santa Maria d'Asadur

## Regnat
La reina consta documentalment a nombrosos diplomes de fundació o de dotació de monestirs i esglésies, conjuntament amb el seu marit, entre els anys 911 i 921, unes concessions de caràcter pietós que demostra l'esperit cristià dels monarques, fins al punt de cedir el lloc del palau reial de Lleó per a la instal·lació de la catedral de la ciutat. No es tenen més dades, però segurament la influència de la reina sobre el seu marit va haver de ser, per força, important, com ho fou la dels seus germans Gutier i Arias a la cort. De les terres del regne, la predilecta d'Elvira i Ordoni va ser Galícia, probablement perquè l'havien governat abans d'accedir al tron de Lleó i també perquè era el lloc de naixement de la reina. Tot i que van afavorir monestirs i diòcesis de tots els territoris, va ser especialment important a la zona gallega.

## Mort
La reina va morir entre el 20 de febrer i el 12 d'octubre del 921, mentre el rei estava absent, el qual a la tornada va quedar afectat per la mort de l'esposa. En algun moment que es desconeix, les restes de la reina Elvira van ser traslladades a Oviedo, i va ser enterrada a la capella del Rei Cast de la catedral de la ciutat.